# Laurent de Boissieu
 (août 2025).
Pour les articles homonymes, voir Boissieu.
Pour les autres membres de la famille, voir Famille de Boissieu.
Laurent de Boissieu, né le 23 juin 1973 à Paris, est un journaliste et politologue français chargé de cours magistral sur le journalisme au CELSA Sorbonne Université. Journaliste au service politique du quotidien La Croix mais aussi journaliste en ligne, fondateur du plus ancien site web de données et d'archives sur la vie politique française, France politique.

## Biographie

### Situation personnelle
Laurent de Boissieu est le petit-fils de l'explorateur et cinéaste de montagne Marcel Ichac (1906-1994).
Laurent de Boissieu est diplômé de l'Institut d'études politiques de Grenoble en 1997.
De 1992 à 2000, il travaille dans le domaine de l’éducation.
En 1999, il effectue au Centre de recherches politiques de sciences po (CEVIPOF) des missions pour Pascal Perrineau en tant que stagiaire. Il travaille sur les annexes de l'ouvrage "Élections européennes de 1999".

### Carrière de journaliste

#### Au quotidien La Croix
Après avoir été chargé d’études auprès du politologue Jérôme Jaffré, il intègre en 2000 le journal La Croix au service politique, dont il devient le chef des rubriques « droite, centre, et extrême droite ».

#### Publications dans des revues politiques
- Revue Politique et parlementaire

Résultats et analyse des élections régionales et nationales des Outremer,, contestation des nuances politiques. analyses sur le basculement du sénat.
- Revue internationale de politique comparée

Eurodéputés français, dossier documentaire.
- Le Débat (Gallimard)

L'après Manif pour tous, droite, année triple zéro.
- État de l'opinion

Grandes études de TNS SOFRES
- Entretiens sur le gaullisme

L'héritage du gaullisme, le gaullisme dans le débat politique

#### Sur internet
En 1999, Laurent de Boissieu crée le premier site internet France politique à proposer des ressources politiques, documentation historique et politique, résultats électoraux.
En 2016, il lance un site d'information sur les élections européennes et la vie politique dans les États européens : Europe Politique.
Animateur de plusieurs sites et blogs qui sont mentionnés dans des bibliographies sélectives,.

#### Presse télé-visuelle
Cette section ne s'appuie pas, ou pas assez, sur des sources secondaires ou tertiaires indépendantes du sujet. Le texte peut contenir des analyses inexactes ou inédites de sources primaires.
Pour l'améliorer, ajoutez-en, ou placez des modèles {{Source secondaire souhaitée}} ou {{Source secondaire nécessaire}} sur les passages mal sourcés. (août 2025)
Dans l'émission Face aux chrétiens sur KTO TV, il interviewe entre autres Nicolas Sarkozy et Rachida Dati[source insuffisante].

### Enseignement
Depuis 2012, il est chargé de cours magistral « Enjeux politiques » au CELSA Sorbonne Université.

## Publications
- « Dossier documentaire » avec Jean Chiche, Pascal Perrineau (dir.), in Le vote européen 2004-2005 : de l’élargissement au référendum français, Paris, Presses de Sciences Po, 2005.
- « Dossier documentaire » avec Jean Chiche et Françoise Chauve, Gérard Grunberg, Pascal Perrineau, Colette Ysmal (dir.), in Le vote des Quinze - Les élections européennes du 13 juin 1999, Paris, Presses de Sciences Po, 2000.
- Jean-François Doumic, Mireille Calisto et collaborateurs, Le Guide du pouvoir (18e édition et suivantes), Éditions du Pouvoir, 2006, 862 p. (ISBN 2-906545-81-3)